# Villamartín
Villamartín is een gemeente in de Spaanse provincie Cádiz in de regio Andalusië met een oppervlakte van 212 km². In 2007 telde Villamartín 12.362 inwoners.

## Demografische ontwikkeling
Bron: INE; 1857-2011: volkstellingen